# Football Club Legnano 1925-1926
Questa pagina raccoglie i dati riguardanti il Football Club Legnano nelle competizioni ufficiali della stagione 1925-1926.

## Stagione
Per risanare le finanze della società e scongiurare il fallimento, prima dell'inizio del campionato, vengono ceduti i giocatori migliori. Lasciano il Legnano l'attaccante Giuseppe Torriani, il difensore Luigi Allemandi e il portiere Angelo Cameroni. La società è così salva, anche grazie all'elargizione di denaro da parte di alcuni dirigenti lilla. L'unico acquisto degno di nota è quello del centrocampista ungherese András Kuttik. Visto l'impoverimento tecnico della squadra, l'allenatore Imre Schöffer lascia il Legnano, venendo sostituito da Primo Colombo.
Nella stagione 1925-1926, il Legnano si piazza all'ultimo posto della classifica del girone A della Prima Divisione Nord con 10 punti. La crisi di risultati è registrata fin dall'inizio: dopo un pareggio alla prima giornata, il Legnano inanella sei sconfitte consecutive, con la prima vittoria in campionato che è conquistata il 24 gennaio 1926 nel recupero della decima giornata.
Il Legnano viene retrocesso in Prima Divisione, cioè nella categoria che venne declassata a secondo livello dalla Carta di Viareggio, dopo aver perso gli spareggi per l'ammissione alla Divisione Nazionale (nuovo nome del primo livello del calcio italiano) contro l'Alessandria. Il Legnano vive quindi in questa stagione la prima retrocessione della sua storia.

## Divise
| Casa |

## Organigramma societario
Area direttiva
- Presidente: cav. uff. Ernesto Castiglioni

Area tecnica
- Allenatore: Primo Colombo

## Rosa
| N. |                     | Ruolo | Calciatore            |
| -- | ------------------- | ----- | --------------------- |
|    | Italia (bandiera)   | C     | Giuseppe Bigogno      |
|    | Italia (bandiera)   | A     | Albino Bottini        |
|    | Italia (bandiera)   | D     | Guido Castoldi        |
|    | Italia (bandiera)   | D     | Cecchetti             |
|    | Italia (bandiera)   | C     | Francesco Ciapparelli |
|    | Italia (bandiera)   | C     | Massimo Comerio       |
|    | Italia (bandiera)   | D     | Mario Comi            |
|    | Italia (bandiera)   | A     | Camillo Ferrè         |
|    | Italia (bandiera)   | A     | Gino Festa            |
|    | Italia (bandiera)   | D     | Luigi Gallino         |
|    | Italia (bandiera)   | C     | Attilio Gerola        |
|    | Italia (bandiera)   | A     | Natale Giannetti      |
|    | Ungheria (bandiera) | D     | András Kuttik         |

| N. |                   | Ruolo | Calciatore         |
| -- | ----------------- | ----- | ------------------ |
|    | Italia (bandiera) | A     | Francesco Landini  |
|    | Italia (bandiera) | C     | Gaspare Landoni    |
|    | Italia (bandiera) | A     | Battista Mezzera   |
|    | Italia (bandiera) | A     | Morelli            |
|    | Italia (bandiera) | A     | Giancarlo Ottolina |
|    | Italia (bandiera) | D     | Elio Pagani        |
|    | Italia (bandiera) | D     | Angelo Panelli     |
|    | Italia (bandiera) | C     | Raggi              |
|    | Italia (bandiera) | A     | Italo Rossi        |
|    | Italia (bandiera) | P     | Angelo Rotondi     |
|    | Italia (bandiera) | C     | Antonio Severi     |
|    | Italia (bandiera) | A     | Giuseppe Tosi      |

## Risultati

### Girone A

#### Girone d'andata
| Legnano 4 ottobre 1925 1ª giornata | Legnano             | 0 – 0 | Novara | Stadio Comunale\| Arbitro: \| Sanguineti (Genova) \| |
| Arbitro:                           | Sanguineti (Genova) |       |        |                                                      |

| Arbitro: | Asei Conte (Vercelli) |

|  |           |             |
|  | Marcatori | 75’ Vezzani |

| Arbitro: | Actis (Torino) |

|                                              |           |           |
| Rivolo 20’ Poggi I 36’ Cornazzani 83’ (rig.) | Marcatori | 77’ Rossi |

| Arbitro: | Galletti (Genova) |

|            |           |                          |
| Gallino 6’ | Marcatori | 16’ Janni 76’ Baloncieri |

| Arbitro: | Montessoro (Torino) |

|           |           |                   |
| Ferrè 48’ | Marcatori | 19’, 50’ Schiavio |

| Arbitro: | Mattea (Torino) |

|                                                  |           |          |
| Morandi 15’ E. Chiecchi 21’ Castiglioni 51’, 73’ | Marcatori | 70’ Tosi |

| Arbitro: | Pelli (Genova) |

|  |           |                        |
|  | Marcatori | 35’ Gabba 52’ Sartorio |

| Arbitro: | Alfieri (Bologna) |

|             |           |                |
| Landini 80’ | Marcatori | 31’ Bissolotti |

| Arbitro: | Minoli (Torino) |

|                               |           |  |
| Schönfeld 83’ L. Cevenini 86’ | Marcatori |  |

| Arbitro: | Garbieri (Genova) |

|                                                      |           |                |
| Ferrè 14’ Tosi 30’, 35’ Gallino 36’ Bottini 64’, 75’ | Marcatori | 43’ Semintendi |

| Arbitro: | Alfieri (Bologna) |

|                              |           |  |
| Merciai 44’ V. Artigiani 84’ | Marcatori |  |

#### Girone di ritorno
| Arbitro: | Grossi (Milano) |

|                                 |           |             |
| Dotti 22’ Crotti 68’ Rosina 75’ | Marcatori | 21’ Bottini |

| Arbitro: | Magliulo (Livorno) |

|                               |           |  |
| Winkler 35’ (rig.) Dugoni 75’ | Marcatori |  |

| Arbitro: | Biagini (Alessandria) |

|          |           |  |
| Tosi 78’ | Marcatori |  |

| Arbitro: | Palestra (Pavia) |

|                                        |           |          |
| Baloncieri 54’, 66’, 70’ Libonatti 57’ | Marcatori | 21’ Tosi |

| Arbitro: | Turra (Padova) |

|                                                       |           |  |
| Schiavio 13’, 21’, 73’, 77’ Della Valle 28’ Perin 79’ | Marcatori |  |

| Arbitro: | De Rensis (Genova) |

|          |           |                               |
| Tosi 71’ | Marcatori | 1’, 75’ G. Chiecchi 57’ Porta |

| Arbitro: | Vedda (Vercelli) |

|                                                            |           |  |
| Garrone 16’, 50’, 70’ Caligaris 30’ (rig.) Migliavacca 72’ | Marcatori |  |

| Arbitro: | Turra (Padova) |

|                          |           |  |
| Giuliani 60’ Bonardi 70’ | Marcatori |  |

| Arbitro: | Beretta (Novi Ligure) |

|             |           |                |
| Mezzera 35’ | Marcatori | 65’ Pietroboni |

| Arbitro: | Bruna (Venezia) |

|                 |           |                  |
| Agosti 63’, 81’ | Marcatori | 23’, 90’ Mezzera |

| Arbitro: | Sianesi (Milano) |

|                                                 |           |               |
| Castoldi 3’ Gallino 62’ Landini 65’ Mezzera 76’ | Marcatori | 66’ Gagliardi |

## Statistiche

### Statistiche di squadra
| Competizione    | Punti | Totale | Totale | Totale | Totale | Totale | Totale | DR  |
| Competizione    | Punti | G      | V      | N      | P      | Gf     | Gs     | DR  |
| --------------- | ----- | ------ | ------ | ------ | ------ | ------ | ------ | --- |
| Prima Divisione | 10    | 22     | 3      | 4      | 15     | 22     | 49     | -27 |

### Statistiche dei giocatori
| Giocatore      | Prima Divisione | Prima Divisione |
| Giocatore      | Presenze        | Reti            |
| -------------- | --------------- | --------------- |
| G. Bigogno     | 2               | 1               |
| A. Bottini     | 16              | 3               |
| G. Castoldi    | 6               | 1               |
| Cecchetti      | 2               | 0               |
| F. Ciapparelli | 6               | 0               |
| M. Comerio     | 1               | 0               |
| M. Comi        | 20              | 0               |
| C. Ferrè       | 12              | 2               |
| G. Festa       | 1               | 0               |
| L. Gallino     | 22              | 3               |
| A. Gerola      | 17              | 0               |
| N. Giannetti   | 5               | 0               |
| A. Kuttik      | 20              | 0               |
| F. Landini     | 16              | 2               |
| G. Landoni     | 23              | 0               |
| B. Mezzera     | 6               | 4               |
| Morelli        | 1               | 0               |
| G. Ottolina    | 2               | 0               |
| E. Pagani      | 5               | 0               |
| A. Panelli     | 1               | 0               |
| Raggi          | 1               | 0               |
| I. Rossi       | 23              | 1               |
| A. Rotondi     | 23              | 0               |
| A. Severi      | 1               | 0               |
| G. Tosi        | 21              | 6               |